# بیلی لنگه
بیلی لنگه، روستایی از توابع بخش مرکزی شهرستان املش در استان گیلان ایران است.این روستا در دل جنگلی بسیار زیبا واقع شده است و از آب و هوایی نسبتاً مطلوب و معتدل خزری برخوردار می باشد.شغل اصلی مردم این روستا چایکاری می باشد و یکی از روستاهای سرآمد شهرستان املش در تولید برگ سبز چای می باشد.این روستا در مسیر جاده اصلی منتهی به روستای گردشگری تابستان نشین واقع شده است.در کنار چایکاری ،دامداری و همچنین توسعه باغات مرکبات نیز در این روستا رونق یافته است.فاصله این روستا تا شهرستان املش 4 کیلومتر بوده و دارای جاده آسفالته می باشد.علت نامگذاری این روستا به بیلی لنگه قرار گرفتن آن در بین دو رودخانه می باشد.این روستا دارای منازل شیروانی از جنس چوب و کاه و گل بوده و می تواند جزو روستاهای هدف گردشگری در استان گیلان و شهرستان املش باشد.باغات چای عبدالعلی خان صوفی سیاوش اولین شهردار املش و از خوانین صوفیان املش در این روستا واقع شده که پس از فوت ایشان باغات به سرمایه داران دیگری فروخته شده است.اخیراً پروژه گردشگری در این روستا در حال احداث می باشد.قدمت این روستا به بیش از 500 سال میرسد.در گذشته دامداران روستا از اردیبهشت ماه تا مهر ماه جهت استفاده دامها از علوفه مراتع ییلاقی به ییلاقات املش بویژه ییلاق جهنج کوچ می کردند.
بسیاری از جوانان این روستا دارای تحصیلات عالیه بوده و در ادارات مختلف سطح کشور بعنوان کارمند یا مدیر مشغول خدمت هستند.

## جمعیت
این روستا در دهستان املش جنوبی قرار دارد و براساس سرشماری مرکز آمار ایران در سال ۱۳۸۵، جمعیت آن ۴۸ نفر (۱۴خانوار) بوده‌است.